# Броньована цитадель

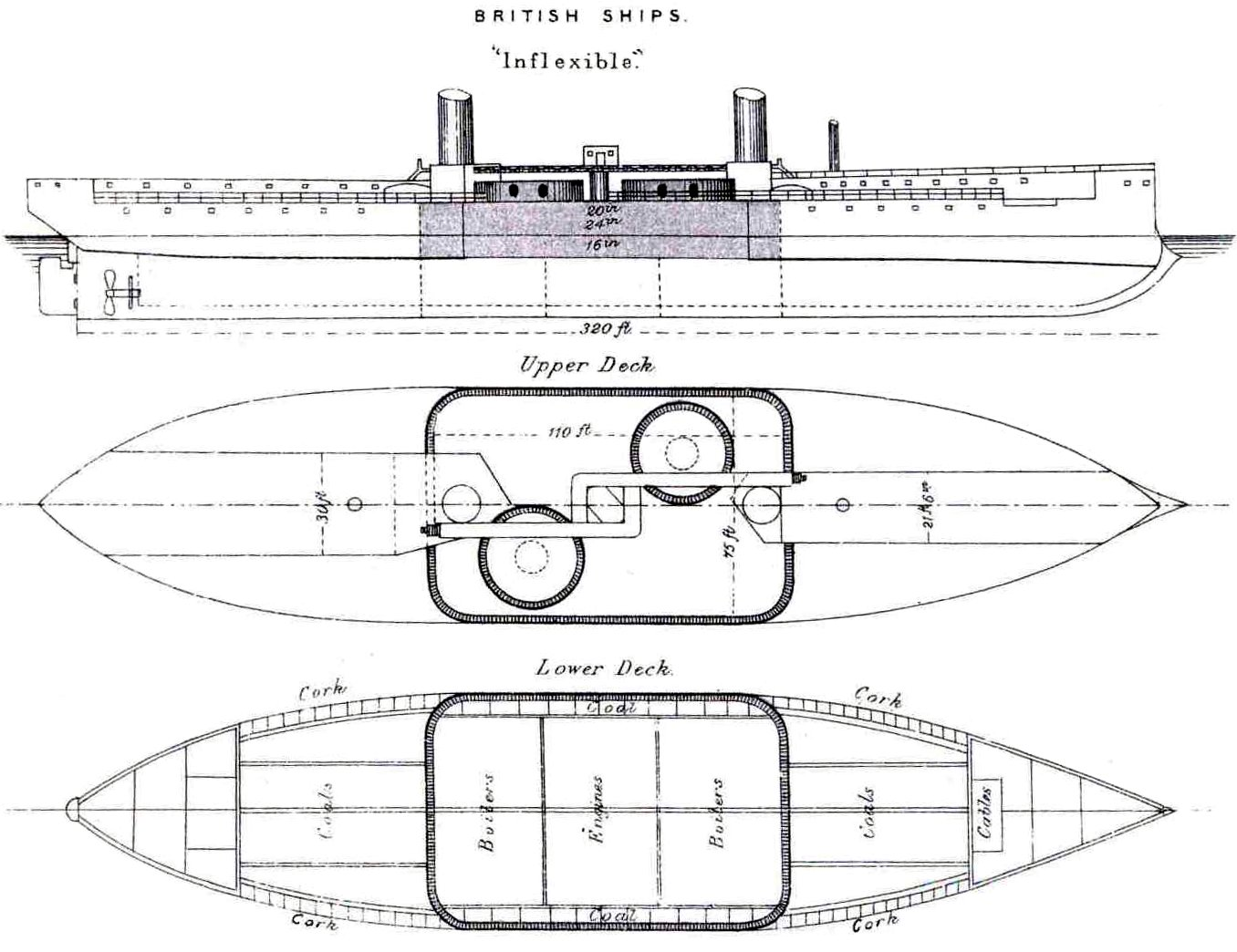
Схематичне зображення HMS Inflexible з прямокутною цитаделлю в центрі

Броньована цитадель — броньована коробка на панцерних військових кораблях, де заховані механізми та артилерійські льохи. Вона утворювалася за допомогою броньованої палуби, броньового пояса в районі ватерлінії і поперечних перебірок.